# Sports Talk Baseball
Sports Talk Baseball (プロ野球スーパーリーグ'９１, Pro Yakyuu Super League '91) est un jeu vidéo de baseball sorti en 1992 sur Mega Drive. Le jeu a été développé et édité par Sega.